# جائزة الأم تيريزا
جائزة الأم تيريزا (بالإنجليزية: Mother Teresa Awards)‏ هي جوائز تكريمية للأشخاص والمنظمات التي تدعو للسلام والمساوة والعدالة الاجتماعية، وتسعى لتشجيع قضية العدالة والتعايش السلمي، لإعطاء المجتمع قوة دافعة للعمل على هذه القيم. وسُميت الجائزة بهذا الاسم تكريماً للأم تريزا. وتم تأسيسها سنة 2005.

## قائمة المكرمون
- مهاتير محمد (2006)
- اليسوعيون (2006)
- آنا هازار (2006)
- تايمز أوف إينديا (2008)
- دالاي لاما (2010)
- ملالا يوسفزي (2012)
- سيما سمر (2012)
- سوشميتا سين (2013)
- فاندانا شيفا (2014)

## وصلات خارجية
- motherteresaawards.org